# 激进社会主义者
激进社会主义者（挪威语：Radikale Sosialister）是挪威的一个已不存在的共产主义政党。2004年12月15日，挪威共产党在奥斯内斯的地方组织脱党。两个月后，在原挪威共产党奥斯内斯地方组织的基础上形成了名为“激进社会主义者”的政党。该党的主席是Tore Karlstad，副主席是Ivan Grenberg。2018年，该党解散。